# フトヘナタリ

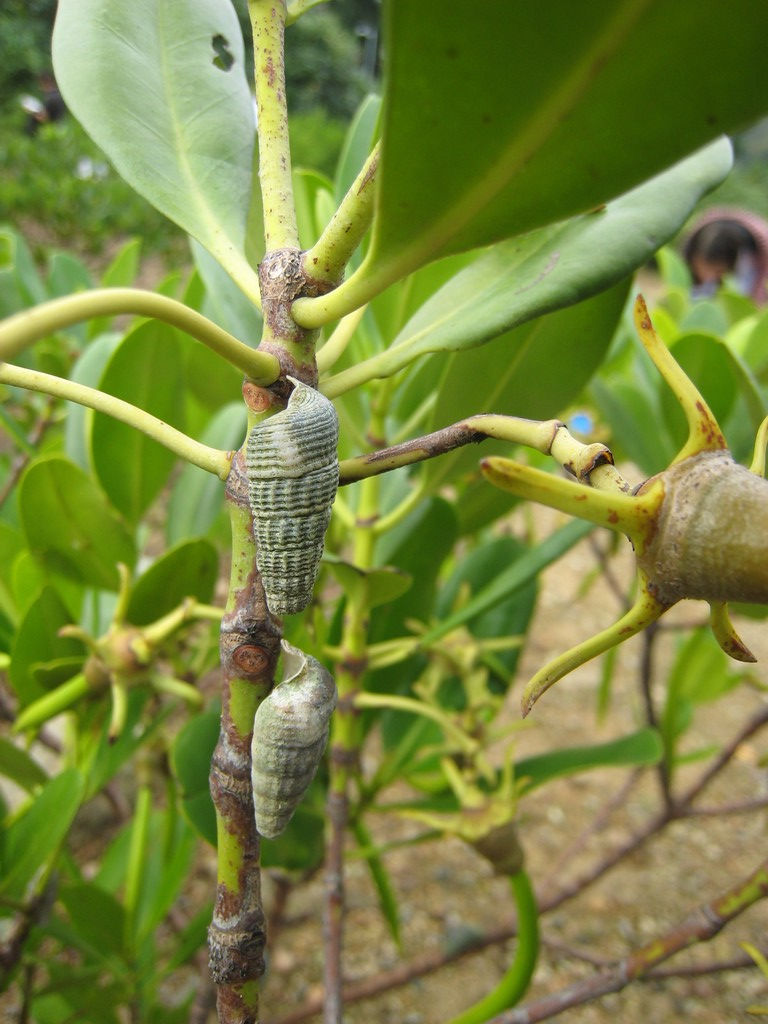
メヒルギに登っている個体（香港）。

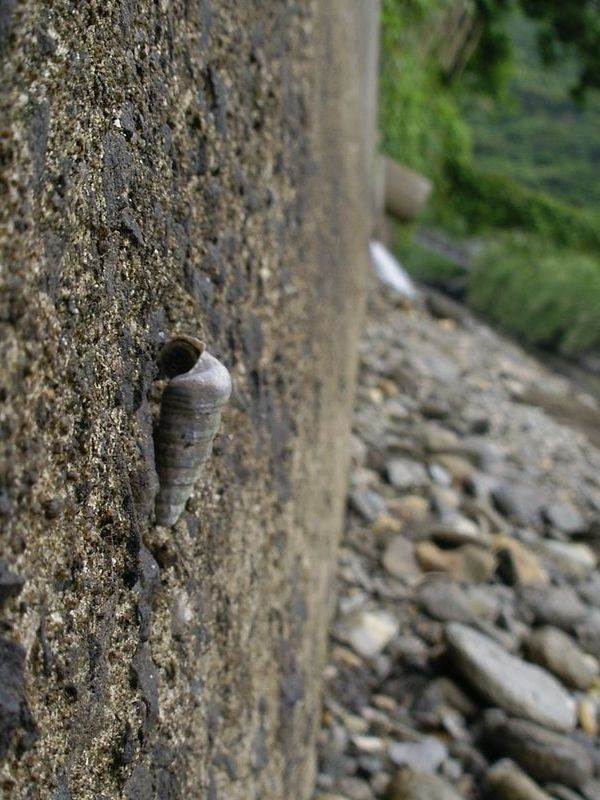
コンクリート護岸上では、殻口外側を粘液でくっつけ休息する。写真の生息地はその後埋め立てられ消滅した（長崎市）

フトヘナタリ（太甲香）、学名 Cerithidea moerchii は、キバウミニナ科に分類される巻貝の一種。東アジアから東南アジアにかけて分布する汽水性の貝である。いわゆる「ウミニナ類」に含まれることが多い。
和名は末尾に「貝」をつけ、フトヘナタリガイと呼ばれることもある。沖縄などに見られるやや小型で細いものは亜種などとして イトカケヘナタリ（糸掛け甲香）の名で呼ばれたことがあるが、単なる同種の地理的変異に過ぎないとされる。

## 分布
日本（松島湾以南）、朝鮮半島、中国からベトナムにかけての大陸沿岸部。日本列島が大陸と地続きになっていたときから生息していた種が日本に残され、現在は湾奥に生き残っている。

## 特徴
成貝の貝殻は殻高40mm・殻径20mmほどで、塔形・堅質である。通常成貝では殻頂（殻のてっぺん）が欠け、螺層（巻き）は6階ほどである。それぞれの螺層はよく膨らむ。殻の表面は螺肋（巻きに沿った隆起線）と縦肋（巻きと垂直に交わる隆起線）が縦横に交わり粗い布のようになる。貝殻の色は明るい白色-灰色から黒褐色まで変異が大きく、巻きの中ほどに濃い色帯が入るものが多い。ただし殻表が浸食されてしまった個体も多く、それらは布目状の肋が消え、色も一様な灰色になる。成貝の殻口は外側に小さく反る。軟体部は黒褐色で、特に吻の色が濃い。
日本産ウミニナ類の中では、大型で殻頂が欠ける点で他種と区別できる。和名も近縁のヘナタリに似ているが、より殻径が太いことに由来する。ただし西日本（瀬戸内海や有明海）や大陸沿岸にはよく似たシマヘナタリ C. ornata 、クロヘナタリ C. largillerti も分布しており、特にシマヘナタリとは区別が難しいことがある。

### 生態
内湾域の潮間帯、アシ原、マングローブなど汽水域の砂泥干潟に見られる。しばしば群れをなして生息し、他の干潟を好む貝類・カニ類・植物などとともに生物群落を形成する。それほど大きくない干潟にも生息し、海水が入る用水路や排水溝の砂泥が溜まった区域に見られることがある。満潮線付近のあまり水をかぶらない区域を好むのが特徴で、ウミニナ類ではウミニナよりさらに高い区域、カニ類ではハクセンシオマネキ・アシハラガニ・ユビアカベンケイガニ・ハマガニなどと同所的に生息する。ヨシ原やハマボウなどの海浜植物群落の中にも多く入りこんでいる。自然がよく残された産地ではオカミミガイ科の貝類も同居することがある。
干潟を這って主にデトリタスを摂食する。春から秋にかけて大潮の引き潮の時に多産地に踏み入ると、濡れた地面で本種が一斉に這い回り「プチプチ」という小さな音が生息地全体から聞こえる。また水に長時間つかるのを嫌い、砂泥上だけでなく植物やコンクリートの壁によく登る。本種を捕獲して水槽などの水中に入れると、水面上に出るべく活発に這って壁をよじ登り、蓋がなければ容器外に出てしまうこともある。
水に濡れない時は貝殻に蓋をして休息しており、遮るもののない干潟の暑さ・寒さにもじっと耐える。高所によじ登った個体では、粘液で殻口の外側を固定し、ぶら下がって休息する姿も観察できる。
オスはペニスを持たず、つがいになったメスに精子が詰まった細長いカプセル(精包)を渡す。精包はメスの体内でゆっくり溶かされ、精子は一旦精子嚢に蓄えられたのち、メスの体の奥の卵巣から送られる卵に順次受精させる。多数の受精卵はゼリーで固められて産卵される。産卵期は夏で、泥地に紐状卵塊を産みつける。子供は幼生で孵化し、しばらく海中でプランクトン生活を送る。

## 分類
21世紀初頭までは Cerithidea rhizophorarum A. Adams, 1855 の学名が使用されてきたが、この種はフィリピンに固有の別種であり、フトヘナタリの学名は Cerithidea moerchii (A. Adams 1855 in G.B.Sowerby II, 1855)とするのが正しいとされる。

## 人との関係
人や地域によっては他のウミニナ類と同様に漁獲され食用にされる。

## レッドリスト掲載状況
- 準絶滅危惧（NT）（環境省レッドリスト）

- 絶滅危惧I類 - 千葉県・佐賀県
- 絶滅危惧II類 - 高知県
- 準絶滅危惧 - 愛知県・兵庫県・徳島県・福岡県・熊本県・鹿児島県
- その他 - 岡山県（留意種）・宮崎県（その他保護上重要な種）

南日本の干潟では普通に見られる貝の一つだが、埋立・干拓・浚渫などによって干潟が消失し、それに伴って生息地が減少している。小さな干潟にも生息するだけに、まず本種の保全ができなければ他の希少種も保全できないという説もあり、保全上重要な種類として位置づけられている。